# Tell Kalakh
Tell Kalakh (en arabe : تلكلخ) est une ville du gouvernorat de Homs, en Syrie près de la frontière avec le Liban. Sa population en 2004 est de 18 412 personnes. C'est le chef-lieu du district éponyme.

## Histoire

### Mandat français
Lors de la guerre franco-syrienne en 1920, les troupes syriennes du roi Fayçal y ont attaqué celles du général Gouraud.
Tell Kalakh a été créé pendant l'occupation de la Syrie par la France après que les autorités mandataires ont aboli l'administration gouvernementale à Qalaat al-Hosn et l'a déplacée à Tell Kalakh. Un bâtiment spécial connu sous le nom de Saraya (le Sérail) a été construit pour cela, qui existe toujours.
À l'époque du mandat français, un soulèvement y a eu lieu contre les Français lors de la Grande révolte syrienne (1925-1927).

### Ville touristique
La ville de Tell Kalakh se caractérise par la beauté de la nature, des paysages magnifiques et sa belle atmosphère, et attire les visiteurs et les touristes.
Elle dispose d'établissements touristiques tels que les restaurants et les parcs naturels, d'une gare ferroviaire. Elle a des centres sociaux, sanitaires et culturels, comme le Centre culturel arabe depuis 1960. Plusieurs industries sont implantées dans la ville et des commerces s'y déploient avec toutes leurs spécialités.

### Conflit en Syrie depuis 2011
Selon un rapport d'Amnesty International de 2011, à la suite des manifestations en Syrie liées au Printemps arabe, le cheikh Osama al Akkary de la mosquée de Tell Kalakh est arrêté. Son arrestation provoque de violents affrontements entre les habitants de la ville et les autorités. Le 14 mai, plusieurs hommes de la ville sont arrêtés et torturés. Des soldats ont pillé les maisons de la ville les jours suivants. Au moins neuf hommes meurent en détention. Lors de la guerre civile syrienne, la ville de Tell Kalakh est sous contrôle rebelle pendant deux ans, puis change d'allégeance le 23 juin 2013 et passe sous le contrôle du gouvernement syrien, sans combat. Le Los Angeles Times décrit les conflits à Tell Kalakh comme « un microcosme du conflit syrien ».
En février 2018, des terroristes tentent d'entrer en Syrie en passant par Tell Kalakh, mais sont repoussés par l'armée syrienne. En octobre 2019, des dizaines de réfugiés syriens au Liban sont retournés à Tell Kalakh.

## Oléoduc Kirkouk-Baniyas
En janvier 2012, un groupe terroriste sabote l'oléoduc Kirkouk-Baniyas au niveau de Tell Kalakh. En janvier 2014, une nouvelle explosion endommage l'oléoduc au niveau de Tell Kalakh.

## Familles
La famille Dandachi (ou Dandashi ou Dandachides) est traditionnellement implantée dans quatre villes du gouvernorat de Homs, dont Tell Kalakh. Cette famille était réputée pour être les meilleurs éleveurs de chevaux de Syrie et du Liban. Ali Abd al-Karimal al-Dandashi fut cofondateur des scouts de Syrie (devenu Jeunesse de la révolution en 1963), puis président du comité olympique syrien, puis membre de l'assemblée constitutionnelle en 1949. Olivier Corel, « l'émir blanc » installé en Ariège, est un descendant de cette famille. Maroin Al Dandachi a créé le collectif humanitaire Free Syria Lille en 2012.

## Économie

### Élevage de chevaux
La ville est célèbre pour son élevage de chevaux arabes de race pure, répandus en Syrie et en Europe.
L'étalon arabe O'Bajan est né à « Tell-el-Kelach » en 1880, puis a été exporté en 1885 vers le haras de Bábolna en Autriche-Hongrie,. Il a été payé 6 000 francs d'après les informations présentes sur sa pierre tombale, l'explorateur et scientifique français Guillaume Capus, citant un prix d'achat de 40 000 florins. C'est Mihaly Fadlallah el Hedad, commandant du haras de Bábolna lui-même né en Syrie,, qui l'a acquis auprès de la tribu bédouine Denedzik.